# Leperditiidae
De Leperditiidae zijn een familie van uitgestorven kreeftachtigen uit de klasse van de Ostracoda (mosselkreeftjes).

## Geslachten
- Fallaticella Schallreuter, 1984 †
- Herrmannina Kegel, 1934 †
- Leperditella Ulrich, 1894 †
- Leperditia  Rouault, 1851 †
- Pinnatulites Hessland, 1949 †
- Pseudoaparchites Krandijevsky, 1963 †
- Schmidtella Ulrich, 1892 †
- Swartzochilina Scott, 1956 †